# Onthophagus densepunctatus
Onthophagus densepunctatus är en skalbaggsart som beskrevs av Frey 1963. Onthophagus densepunctatus ingår i släktet Onthophagus och familjen bladhorningar. Inga underarter finns listade i Catalogue of Life.